# Исмагамбетов, Ануар Мухтарович
Ануар Мухтарович Исмагамбетов (21 марта 1986, Целиноград, Казахская ССР, СССР) — казахский шахматист, гроссмейстер (2008). Детский тренер «Национального союза шахматистов Казахстана» (Астана). Тренер ФИДЕ (2016). Арбитр ФИДЕ (2020).

## Достижения
Победитель зонального турнира (Узбекистан, 2007),
Победитель командного чемпионата Азии среди городов в составе команды г. Павлодар (Иран, 2007).
Двукратный чемпион Казахстана по шахматам среди мужчин (2008, 2012) и многократный призёр.
Серебряный призёр чемпионата мира среди студентов (Швейцария, 2010),
Серебряный призёр командного чемпионата Азии среди городов в составе команды г. Астана (Индонезия, 2011),
Бронзовый призёр международного турнира «Ташкент Опен» (Узбекистан, 2013).

## Участие в шахматных Олимпиадах
В составе сборной Казахстана участник подряд 6-и шахматных Олимпиад (2006—2016).
| Год  | Город          | Турнир         | + | − | = | Результат | Место |
| ---- | -------------- | -------------- | - | - | - | --------- | ----- |
| 2006 | Турин          | 37-я олимпиада | 5 | 4 | 2 | 6 из 11   | 60    |
| 2008 | Дрезден        | 38-я олимпиада | 3 | 2 | 2 | 4 из 7    |       |
| 2010 | Ханты-Мансийск | 39-я олимпиада | 5 | 2 | 4 | 7 из 11   | 32    |
| 2012 | Стамбул        | 40-я олимпиада | 2 | 4 | 2 | 3 из 8    | 55    |
| 2014 | Тромсё         | 41-я олимпиада | 3 | 3 | 4 | 5 из 10   | 34    |
| 2016 | Баку           | 42-я олимпиада | 4 | 3 | 2 | 5,5 из 9  | 116   |

## Изменения рейтинга
| Графики недоступны из-за технических проблем. См. информацию на Фабрикаторе и на mediawiki.org. |